# Ликсна (река)
Ликсна (латыш. Leiksna) — река в России, правый приток реки Западная Двина (Даугава). Длина реки — 47 км. Площадь водосборного бассейна — 308,9 км².

## Описание
Начинается между деревнями Колобухино и Шелеховка. Течёт на запад через Кривошеево, Бикерниеки, Барсуки, Макареняти, Кришкани, Мазкокники, затем по сосново-берёзовому лесу, в котором находятся деревни Букшти, Заля-Пуща и Лиснянка. Впадает в Даугаву у деревни Ликсна.
Основные притоки — Стропы (лв), Муха (пр).

## Название
Раньше называлась Ликснянка.

## История
На берегу этой реки в 1626 году едва не погиб шведский король Густав Адольф, разбит полководец Густав Горн в битве с поляками, в ходе Польско-Шведской войны 1600—1629 годов.
Её пересекает шоссе Даугавпилс—Рига А6, мост через реку на 17,1 км от Даугавпилса. Также два участка железной дороги — Даугавпилс—Крустпилс и Даугавпилс—Резекне.